# Silnice I/75 (Slovensko)
Silnice I/75 je silnice I. třídy na Slovensku, která spojuje Lučenec a Sládkovičovo. Její celková délka je 195,196 km. Úsek Nové Zámky - Lučenec bude kopírován silnicí R7.

## Historie
Silnice byla původně kategorizována jako silnice II/508. V roce 1948 byl ve výstavbě úsek této silnice z Trnovce nad Váhom po obec Rastislavice. V 70. letech byla silnice upravena a překategorizována na I/75.

## Průběh

### Trnavský kraj
I/75 začíná v Sládkovičově v okrese Galanta na křižovatce se silnicí I/62. Dále pokračuje křižovatkou s III/1432 do Galanty, kde se kříží se silnicemi II/507, II/561 a III/1343. Následně se kříží s III/1339, III/1344, III/1339 a pokračuje do okresu Šaľa.

### Nitranský kraj
V Šaľe se I/75 kříží s silnicemi III/1365, II/573, III/1368, pokračuje křižovatkou s III/1497 do Trnovce nad Váhom, kde se kříží s II/562.
V následujícím okrese Nové Zámky se I/75 v Jatově kříží s III/1500, nedaleko Palárikova se kříží s II/580, pokračuje do Nových Zámků, kde se kříží s I/64, III/1495, III/1503, v Dvorech nad Žitavou se kříží s II/511 a v Koltě s III/1504 a II/589.
V okrese Levice I/75 začíná křižovatkou s III/1530, pokračuje v Čace křižovatkami s III/1559 a III/1522. U Málaše se kříží s II/588, v Tekovských Lužanech s III/1560, u obce Šarovce s I/76. Dále pokračuje křižovatkami s III/1543 a III/1514, v Demandicích se kříží s II/564, u obce Horné Semerovce se nachází křižovatka s I/66 a I/75 pokračuje do Slatiny. Zde se kříží s III/1558, III/1562, za Slatinou s III/1556 a III/2592 a přechází do Banskobystrického kraje.

### Banskobystrický kraj
V okrese Veľký Krtíš se I/75 nejprve kříží s III/2566, III/2568, III/2582, III/2593, III/2605, v Dolních Plachtincích s III/2601, III/2583, ve Veľkém Krtíši s II/527, v obci Pôtor s II/585 a III/2588, s II/591 u obce Slovenské Kľačany a v Závadě se I/75 kříží s III/2590.
I/75 následně prochází do okresu Lučenec, kde se kříží s III/2659 v Lehôtce, s III/2660, III/2664, III/2644 a v Lučenci s III/2666, II/585 a končí na křižovatce s I/16.

## Galerie

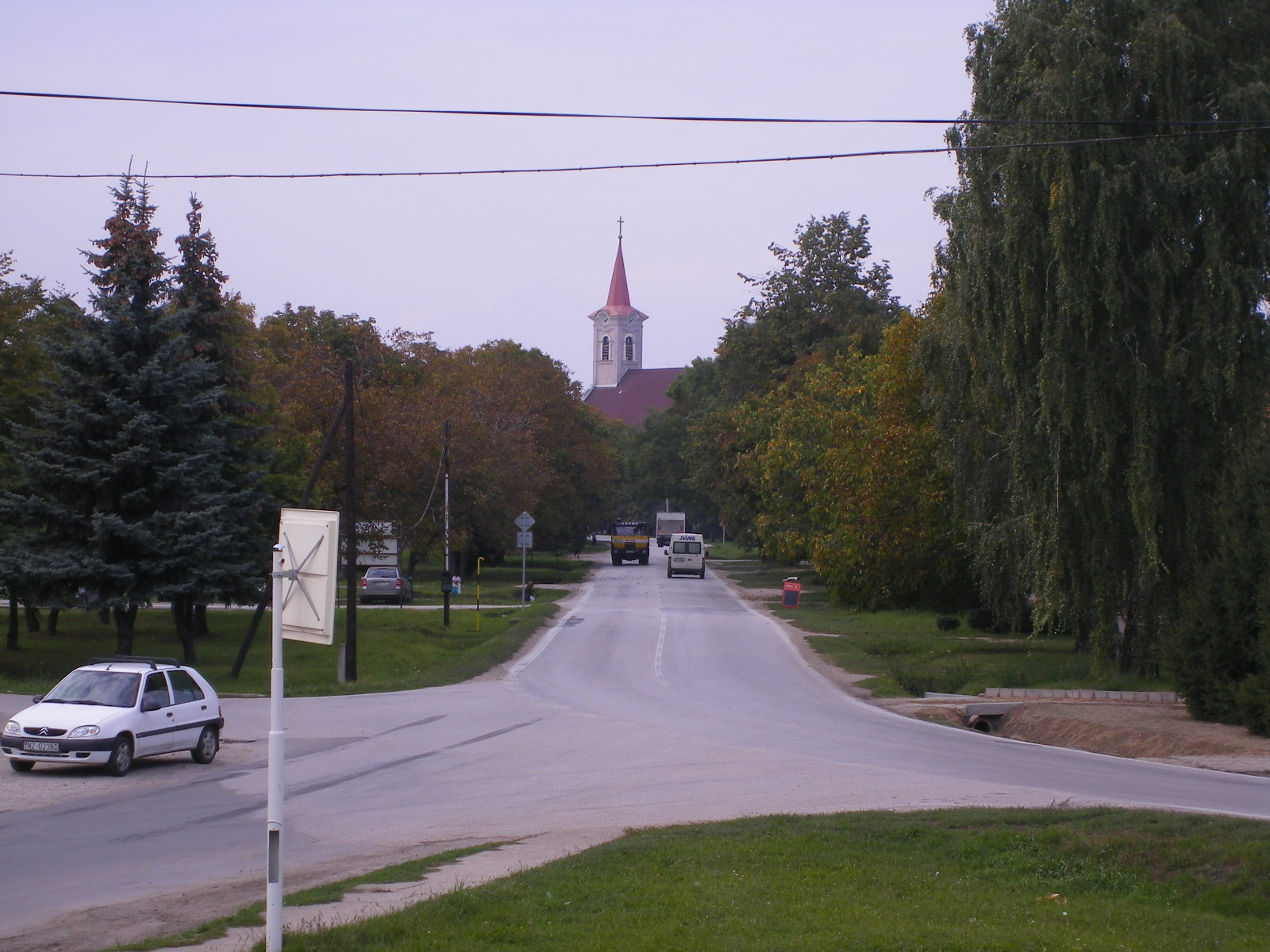
I/75 v Dvorech nad Žitavou
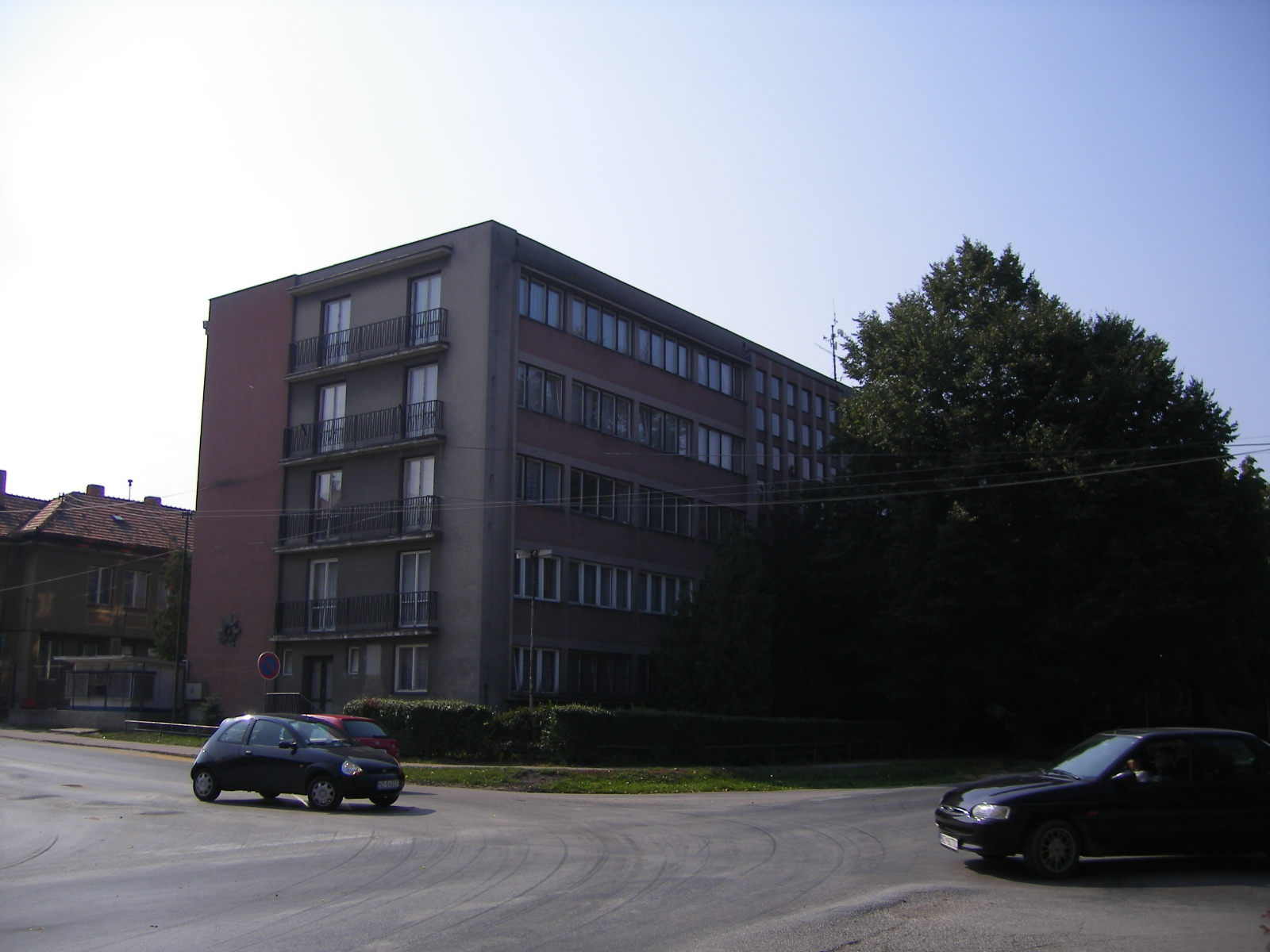
Křižovatka I/75 a II/511 v Dvorech nad Žitavou
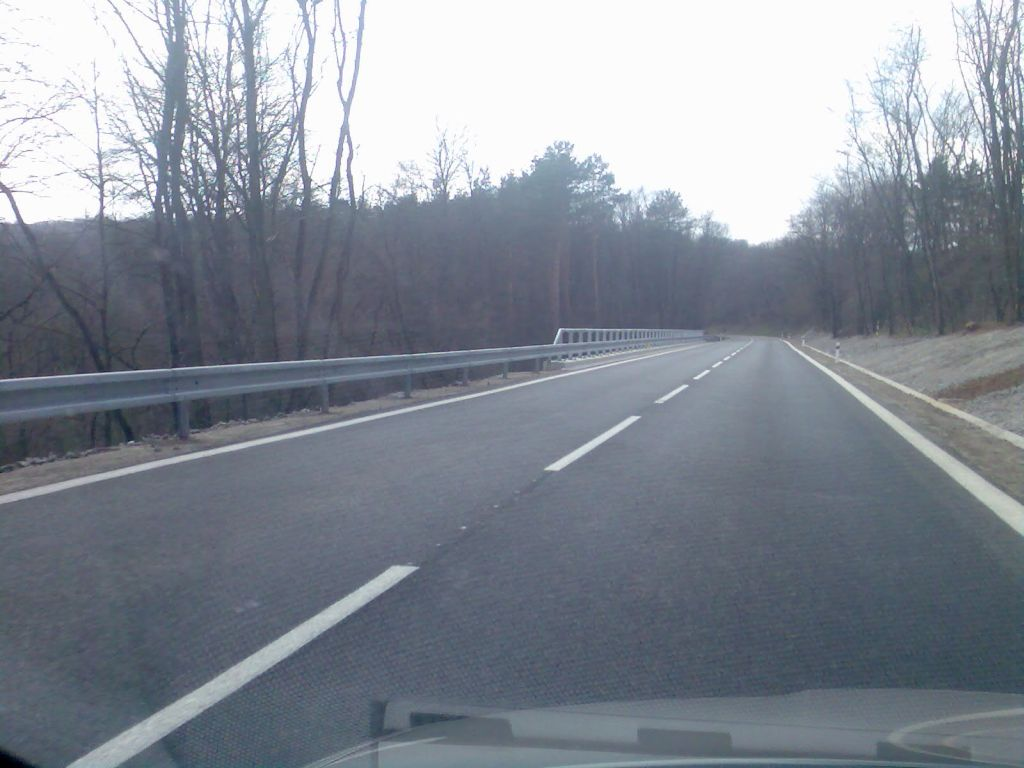
Silnice I/75 Sl. Kľačany - Pôtor v dubnu 2011 po opravě sesuvu